# Liste des évêques de Ruyigi

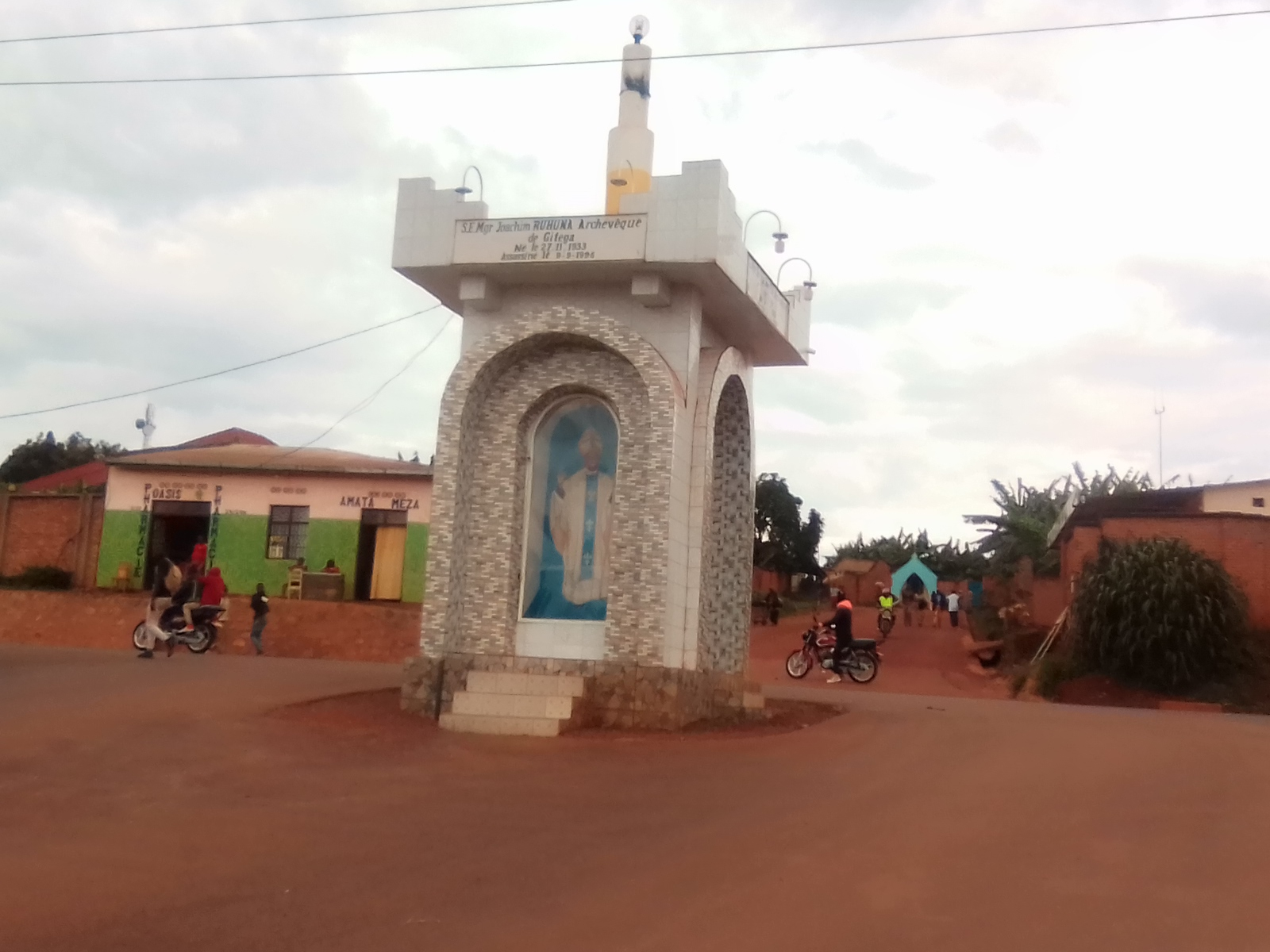
Monument à la mémoire de Mgr Ruhuna.

L’évêque de Ruyigi est à la tête du diocèse de Ruyigi, au Burundi.
Le diocèse a été créé le 13 avril 1973, par détachement de l’archidiocèse de Gitega, dont il est suffragant et de celui de Ngozi.

## Sont évêques
- 13 avril 1973 - 28 mars 1980 : Joachim Ruhuna (de), nommé archevêque coadjuteur de Gitega
- 19 avril 1980 - 30 octobre 2010 : Joseph Nduhirubusa
- depuis le 30 octobre 2010 : Blaise Nzeyimana (de)

## Sources
- L'annuaire pontifical, sur le site http://www.catholic-hierarchy.org, à la page